# Pro/ENGINEER
Pro/ENGINEER (znany również pod nazwą ProEngineer, ProE, Pro/E) to w pełni parametryczny zintegrowany system CAD\CAM\CAE\PDM\PLM, szeroko rozpowszechniony w branży motoryzacyjnej. Producentem jest amerykańska firma PTC (Parametric Technology Corporation, PMTC).
Był dostępny na platformy Windows/Windows x64/Unix/Linux/Solaris i procesory Intel/AMD/MIPS/UltraSPARC jednak producent sukcesywnie ogranicza liczbę wspieranych platform, od 2011 roku jedyną wspieraną platformą będą systemy z rodziny MS Windows.
Od 1985 roku ukazało się 20 wersji programu oznaczanych liczbowo (1-20), natomiast od 1999 roku pojawiły się wersje: 2000i (1999), 2000i² (2000), 2001 (2001), Wildfire (2003), Wildfire 2 (2005), Wildfire 3 (2006), Wildfire 4 (2008) i Wildfire 5 (2009).
Modułowa budowa systemu umożliwia dopasowanie go do konkretnych zastosowań. Program od pierwszych wersji jest asocjatywny i parametryczny, zarówno obróbka CAM jak i obliczenia CAE odbywają się w tym samym środowisku co projektowanie CAD, co likwiduje problemy z translacją danych między programami i ułatwia orientację dzięki jednemu interfejsowi użytkownika.
Na szczególną uwagę zasługuje moduł CAE znany pod nazwą Pro/MECHANICA, od wersji Wildfire będący częścią samego Pro/ENGINEER, który wykorzystując metodę elementów skończonych typu P, dzięki własnym, opatentowanym rozwiązaniom umożliwia uzyskiwanie precyzyjnych wyników w stosunkowo krótkim czasie i przy niewielkim zapotrzebowaniu na zasoby sprzętowe.
W rozwiązaniach PLM/PDM niezależnie od zakresu zastosowania wykorzystywana jest jedna baza danych oparta na Oracle, co ułatwia skalowalność rozwiązania.
W Polsce system osiągnął stosunkowo dużą popularność dzięki ogromnym możliwościom i korzystnemu ich stosunkowi do ceny. Korzystają z niego najwięksi polscy producenci AGD, ceramiki sanitarnej, przemysł elektromaszynowy, narzędziownie, producenci środków transportu, oraz niewielkie zakłady produkcyjne z różnych branż.